# Raly Barrionuevo
Raúl Eduardo Barrionuevo Toledo (Frías, Santiago del Estero, 14 de agosto de 1972), más conocido como Raly Barrionuevo, es un cantante y compositor argentino de música folclórica y uno de los representantes de la música popular de raíz folklórica alimentada de múltiples sonoridades (rock, folk, tango, Trova Cubana, etcétera). Otros lo adscriben a la idea de "folklore". Muy pocos lo encuadran, sin exactitud, en el denominado "folklore joven" (de los cantores folklóricos románticos, con letras sociales, surgidos en los años 1990 de Argentina).

## Trayectoria artística
De pequeño, Raly Barrionuevo cantó en peñas y en el colegio para iniciar en su adolescencia una carrera como solista actuando en festivales provinciales y nacionales. Por esa época compuso sus primeras canciones. En 1990 se radicó en Córdoba y desde allí decidió difundir sus canciones. Estudió guitarra en "La Colmena", una escuela orientada al jazz y el rock, y empezó a mezclar los estilos folcklóricos con ritmos modernos. En 1991 el cantautor Jacinto Piedra lo invitó para que participara en el “Encuentro de Músicos Santiagueños” junto a Sixto Palavecino y Los Manseros Santiagueños. Participó como invitado de Peteco Carabajal en el espectáculo.
En 1995 grabó su primer disco, El principio del final, con temas de su autoría. En este trabajo fueron invitados, entre otros, Peteco Carabajal, Víctor Heredia y el Dúo Coplanacu. En 1999 comenzó a trabajar, junto a León Gieco, en la preproducción de su segundo disco, Circo Criollo, que terminó de grabar en el año 2000.
En febrero de 2001 se consagró ganador de La Gaviota de Plata a la Mejor Canción en el XLII Festival Internacional de la Canción de Viña del Mar (Chile) con la canción “Ayer te vi”, de Víctor Heredia. En enero de 2002 fue premiado como Consagración del Festival Nacional del Folclore en Cosquín. En marzo siguiente comenzó la preproducción de otro álbum, llamado Población Milagro.
A finales de 2003 formó la agrupación musical llamada La Juntada junto a Peteco Carabajal y al Dúo Coplanacu, con quienes realizaron dos conciertos en el Teatro Ópera que posteriormente fueron editados en CD y DVD. En octubre de 2004 editó el disco Ey, paisano, un álbum que renueva el compromiso que desde sus comienzos tuvo con la realidad social y los derechos humanos. En octubre de 2006 editó su primer álbum en vivo, que lleva por título Paisano vivo.
El 24 de octubre de 2008 visitó Venezuela por primera vez para presentarse en el "Día Internacional de los Sueños 2008", que se realizó en la Isla de San Carlos en el estado Zulia, junto a artistas de renombre como Carlos Varela, Bárbara Luna, Grupo Iven, entre otros. En 2015 obtuvo el Premio Konex otorgado por la Fundación Konex como uno de los 5 mejores cantantes masculinos de folklore de la década en Argentina.
En 2016 publicó un nuevo sencillo junto a Lisandro Aristimuño titulado "Niña de los andamios". Se trata de una canción sencilla, potente y muy bien lograda, una prueba gigante del conocido “menos es más”. Líricamente, lleva a evocar y conocer la historia de esta niña y de su entorno cercano, mientras prepara al escucha para descubrir el nuevo trabajo de Barrionuevo.
En 2018 participó con La Vela Puerca en la canción "La luna de Neuquén", del disco Destilar.
En 2019 saca un disco nuevo en conjunto con Lisandro Aristimuño, en la banda llamada Hermano Hormiga, la cual conforman estos dos músicos, con la cual se encuentra de gira por varios países de Latinoamérica, y es convocado por Patricia Sosa en su disco llamado Folklore, para hacer una versión a dúo de su canción Zamba y acuarela.
En 2025 volvió a ser reconocido con el Premio Konex como solista de folklore.

## Discografía

### El principio del final(1995)
1. Un Pájaro Canta
2. Cenizas De Tu Amor
3. Melodía Viajera [con Peteco Carabajal]
4. Más Allá Del Tiempo
5. El Helado De Espuma
6. La Sucursal [con Víctor Heredia]
7. De Mi Corazón Al Sur
8. Zamba Y Acuarela [con Dúo Coplanacu]
9. Tema Del Negro
10. El Principio Del Final

Todos los temas compuestos por Raly Barrionuevo excepto "Un pájaro Canta" (Marcelo Ríos/ Raly Barrionuevo) y "Cenizas de tu Amor" (C. Bazan/ Raly Barrionuevo)

### Circo criollo(2000)
1. Circo Criollo (LyM: Raly Barrionuevo)
2. Chacarera Del Exilio (L: Raly / M: M. Mitre y Raly)
3. Cuarto Menguante (LyM: Raly Barrionuevo)
4. El Circo De La Vida (Texto: "Tato" Iglesias)
5. Somos Nosotros (L: Ernesto Guevara / M: Raly)
6. Si Acaso Vuelves (Mujer Morena) (LyM: Raly Barrionuevo)
7. Alma De Rezabaile (L: A. Carabajal / M: C. Carabajal)
8. Gato Del Festival (LyM: Marcelo Diaz)
9. Flor Del Misterio (El Adiós) (LyM: Raly Barrionuevo)
10. Negra De Mi Vida (LyM: Ernesto Guevara)
11. La Casa De Mi Madre (LyM: Raly Barrionuevo)
12. Tu Silencio  (L: J.L. Carabajal / M: Raly)
13. Hasta Siempre (LyM: Carlos Puebla)
14. Cuarto Menguante [segunda versión] (LyM: Raly Barrionuevo)
15. Ayer Te Vi (LyM: Victor Heredia)

### Población Milagro(2002)
1. La Virgen Milagrosa
2. Frías
3. Mariana
4. Solo Tus Ojos
5. Es Cierto
6. Como Danza La Esperanza
7. La Niña Bendita
8. El Angel
9. El Activista
10. A Volar
11. Donde Se Gesta El Amor [con Manuel Orellana de OrellanaLucca]
12. Luna Cautiva
13. De Ahicito
14. Bonus Track - Añorando

### La Juntada(2003)
Grabado en vivo con Peteco Carabajal y Dúo Coplanacu
1. La Olvidada
2. Violín Del Monte
3. Retiro Al Norte
4. Violín De Tatacú
5. Chacarera Del Exilio
6. Volveré A Salavina
7. Chacarera Del Chilalo
8. Romance Para Mis Tardes Amarillas
9. Amorosa
10. Mientras Bailas
11. Zamba Y Acuarela
12. Perfume De Carnaval
13. Pájaro Lluvia
14. Somos Nosotros
15. Arde La Vida
16. Mensaje De Chacarera
17. Soy Santiagueño, Soy Chacarera
18. Santiago Chango Moreno

### Ey paisano(2004)
1. Oye Marcos
2. Guitarra De Sal con Horacio Banegas
3. Celia
4. Eva Luna
5. Ey Paisano
6. Niña Luna con Jorge Drexler
7. Tu Estrella
8. Zamba Por Vos con León Gieco] compuesta por Alfredo Zitarrosa
9. Mañanas De Navidad
10. Y Volvió A Aparecer
11. La Dorada
12. El Guajchito
13. Madre Del Rosario
14. Chacarera Del Mishki Mayu con Peteco Carabajal y Horacio Banegas
15. Una Mujer
16. Bonus Track - La Rafa Touriño

### Paisano vivo(2006)
Grabado en vivo
1. Ey Paisano
2. Baguala Del Desengaño
3. La Rafa Touriño
4. Frías
5. Circo Criollo
6. Chacarera Del Exilio
7. Gato Del Festival
8. Niña Luna
9. Como Danza La Esperanza
10. Solo Tus Ojos
11. Oye Marcos
12. El Activista
13. Hasta Siempre
14. Corazón Atamishqueño
15. Zamba Y Acuarela
16. Cuarto Menguante / Te Recuerdo Amanda
17. Somos Nosotros

### Noticias de mi alma(2007)
1. Esta Historia
2. La Gente Del Campo
3. Juan Labrador
4. Solitaria Y De Pie
5. Las Coplas Del Campo
6. Noticias De Mi Alma
7. La Libertad
8. Sus Misterios
9. Llora En Mí [con Verónica Condomí]
10. Donde Alguien Me Espera
11. Herida Azul
12. Chacarera De La Espada [con Franco Ramírez]

### Radio AM(2009)
1. Pedacito de cielo (Homero Expósito; Héctor Stamponi Y Enrique Francini)
2. Chacarera del sufrido (Hnos. Ábalos)
3. Zamba de usted (Félix Luna; Ariel Ramírez)
4. Carta a un cuyano (Ernesto Villavicencio y Carlos Palacios)
5. La pulpera de Santa Lucía (Héctor Pedro Blomberg; Enrique Maciel)
6. Esquina al campo (Juan Carlos "Canqui" Chazarreta)
7. Feliz cumpleaños mama (Eugenio Majul; Miguel Roberto Abrodos)
8. Mañanitas loretanas (Ramón García; Pedro Giménez)
9. Flor de lino (Homero Expósito; Héctor Stamponi)
10. La atardecida (Manuel José Castilla; Eduardo Falú)
11. Huella sin huella (Omar Moreno Palacios)
12. La atamisqueña (Felipe Corpos; Andrés Chazarreta)
13. Temblando (Gualberto "Charrúa" Márquez; Alberto Acuña)
14. BONUS TRACK: Milonga del si volviera (Julio Lacarra)
15. BONUS TRACK: Zamba del ángel (Ariel Petrocelli; Hugo Díaz)

### Rodar(2012)
1. Como el sol
2. Mochileros
3. El sol parece lluvia
4. La bienvenida
5. Mujer caminante
6. Al costado del camino
7. El sueño de los viajeros
8. Bower
9. Luna del albigasta
10. Mujer de fuego
11. Niña fuego de la América sangrada
12. Duerme

### Chango(2014)
1. Zamba de Abril
2. Corazón Santiagueño
3. Luna de Tartagal
4. De Mi Madre
5. La Patrulla
6. Marea del Estudiante
7. Coplita de Amor
8. De Alberdi
9. Vidala de la Copla

-Todas las canciones son letra y música del "Chango" Rodríguez excepto "Zamba de abril" compartida con Carlota Villafañe y "La Patrulla" con letra de Aníbal Aráoz-
(cita original contratapa del disco)

### El sueño de los viajeros(2015)
1. Como el sol
2. Mochileros
3. El sol parece lluvia
4. Chacarera del sufrido
5. Tata Nachi
6. El sueño de los viajeros
7. Si acaso vuelves
8. Como danza la esperanza
9. Mujer caminante
10. Chacarera del exilio
11. Bower
12. Luna de albigasta
13. Hasta siempre

### La niña de los andamios(2017)
1. La Niña de los andamios
2. Y seremos Agua
3. Amiga tierra querida
4. La ocasión
5. Tu memoria y tu mañana
6. Huella de los labriegos
7. Hijo de ayer
8. Siete palabras
9. De la plaza
10. Abre la distancia
11. Agua de los tiempos
12. Mi esfera de cristal

### Hermano Hormiga(2019)
Grabado en con Lisandro Aristimuño
1. Subo Subo
2. El Necio
3. Mariana
4. El Surco
5. El plástico de tu perfume
6. Mi Memoria
7. Duerme
8. La sixto violín
9. Ojalá que llueva café
10. Coplita de Amor
11. Vida
12. Amanda

### Inkonexión(2020)
Álbum grabado en vivo en el Centro Cultural Konex (Buenos Aires-Argentina) en las presentaciones de los días 2 y 3 de marzo de 2019.
1. La Niña de los Andamios
2. Y seremos agua
3. Agua de los tiempos
4. La ocasión
5. Siete palabras
6. Tu memoria y tu mañana
7. Si acaso vuelves
8. A la libertad
9. Niña luna
10. Niña fuego de la América sangrada

### 1972(2021)
1. Amémonos
2. Zamba de la añoranza
3. La ene ene
4. A unos ojos
5. Si yo fuera río
6. Calle angosta
7. La de los Angelitos
8. Vallecito
9. Al jardín de mi madre
10. Febrero en San Luis
11. Gato de mis pagos
12. Achalay mi mama
13. Y dicen que no te quiero
14. Patio de la casa vieja
15. Alfonsina y el mar